# Stedham with Iping
Stedham with Iping är en parish i Storbritannien.   Den ligger i grevskapet West Sussex och riksdelen England, i den södra delen av landet, 70 km sydväst om huvudstaden London. Antalet invånare är 814. Arean är 10,8 kvadratkilometer.
Terrängen i Stedham with Iping är platt.